# Браун, Фредерик (художник)
Фредерик Браун (англ. Frederick Brown; 14 марта 1851, Челмсфорд – 8 января 1941, Ричмонд (Лондон)) — британский художник и преподаватель рисования.

## Биография
Уроженец Челмсфорда, Браун учился с 1868 по 1877 год в Национальной художественной школе Лондона, а затем в Королевском колледже искусств. После этого он отправился в Париж, где продолжил своё образование в Академии Жюлиана у Вильяма Бугро. На творчество Брауна большое влияние оказал Бастьен-Лепаж, а на его портретный стиль повлиял Уистлер.
Браун был основателем Нового английского художественного клуба (основан в 1886 году) и автором его устава.
С 1877 по 1892 год он был директором Вестминстерской школы искусств, где его учениками были Обри Бёрдслей, Генри Тонкс, художники-плакатисты Фред Пеграм (англ.) и сэр Фрэнк Шорт (англ.).
В 1893-1918 годах он был профессором школы изящных искусств Слейда, куда пригласил работать своего ученика, художника Генри Тонкса.
Заметная фигура в художественном образовании Англии конца XIX – начала XX века, Фредерик Браун имел многочисленных учеников, многие из которых позднее прославились, как талантливые художники.

## Галерея

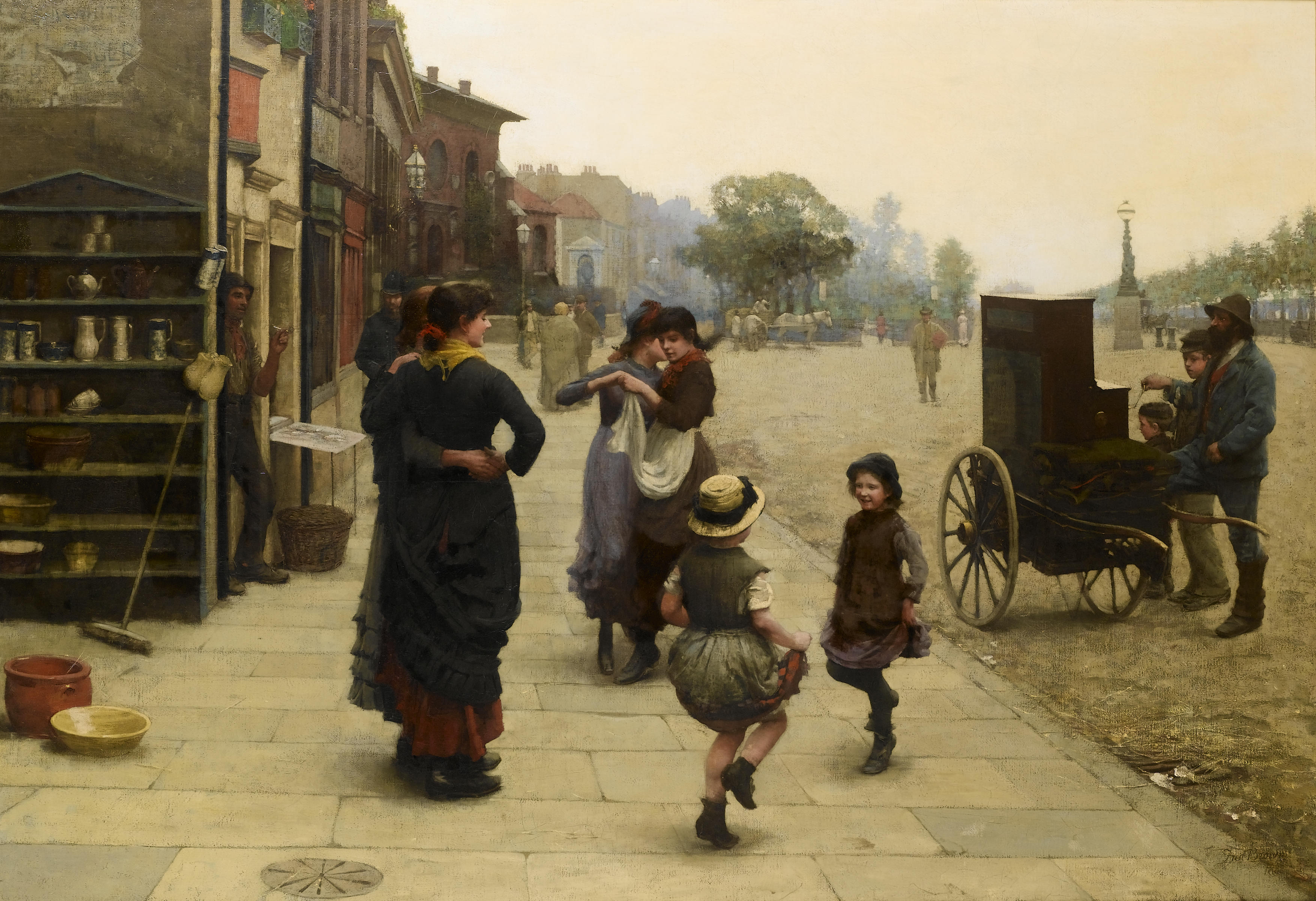
Импровизированный танец. Сцена в Челси. 1883.
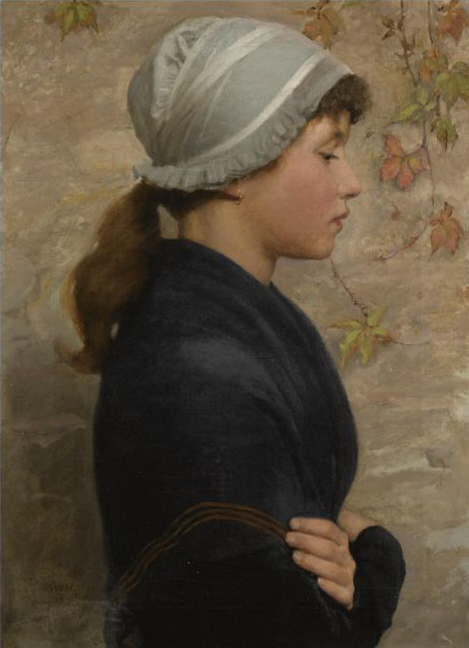
Маленькая мисс Прим.